# إيزابيل ويلكيرسون
إيزابيل ويلكيرسون (بالإنجليزية: Isabel Wilkerson) (و. 1961  م) هي مؤلفة، وصحفية، وكاتِبة أمريكية، ولدت في واشنطن.

## التعليم
تعلمت في جامعة هوارد.

## جوائز
حصلت على جوائز منها:
- جائزة بوليتزر عن فئة الكتابة المتميزة (1994)
- زمالة غوغنهايم (1998)
- الوسام الوطني للعلوم الإنسانية [الإنجليزية]‏ (2015)
- جائزة هارتلاند [الإنجليزية]‏ (2011)
- جائزة أنسفيلد - وولف [الإنجليزية]‏ (2011)
- جائزة جورج بولك [الإنجليزية]‏ (1993)